# 尼基·阿凡提
尼基·阿凡提是一個印度的導演，他目前主要為Dharma影片公司工作，總共執導了三部電影。他也曾輔助執導了兩部十分成功的並得到最佳影片大獎的電影。

## 影片

### 負責執導
- 中國製造 / Made In China (2008年)
- 愛情的禮贊 / Salaam-e-Ishq: A Tribute To Love (2006年) ...
- 愛在心頭口難開 / Kal Ho Naa Ho (2003年)

### 副執導
- Kabhi Khushi Kabhi Gham (2001年) ── 榮獲：《印度電影觀眾獎－最佳影片》
- Kuch Kuch Hota Hai (1998年) ── 榮獲：《印度電影觀眾獎－最佳影片》

## 外部連結
- 尼基·阿凡提（Nikhil Advani）在互联网电影资料库（IMDb）上的資料（英文）